# Byrrhus
Byrrhus is een geslacht van kevers uit de  familie van de pilkevers (Byrrhidae).

## Soorten
- Byrrhus aenescens Korotyaev, 1997
- Byrrhus alemani (Fabbri & Putz, 1999)
- Byrrhus alpinus Gory, 1829
- Byrrhus altaesayanus Tshernyshev & Dudko, 2000
- Byrrhus americanus LeConte, 1850
- Byrrhus arietinus Steffahny, 1842
- Byrrhus artoprocerus Fabbri & Zhou, 2003
- Byrrhus auromicans Kiesenwetter, 1851
- Byrrhus bajankolensis Putz, 1998
- Byrrhus bermani Korotyaev, 1990
- Byrrhus breviuncinatus Fabbri in Fabbri & Zhou, 2003
- Byrrhus busii Fabbri, 2000
- Byrrhus caribooensis Hatch, 1962
- Byrrhus cavazzutii Fabbri, 2000
- Byrrhus chinensis Paulus, 1971
- Byrrhus cholashanensis Fabbri, 2000
- Byrrhus concolor Kirby, 1837
- Byrrhus crispisulcans Fabbri in Fabbri & Zhou, 2003
- Byrrhus cyclophorus Kirby, 1837
- Byrrhus dacatrai Fabbri, 2000
- Byrrhus danieli Paulus, 1974
- Byrrhus daxueshanensis Fabbri, 2000
- Byrrhus degiovannii Fabbri, 2000
- Byrrhus derrei Allemand, 1987
- Byrrhus desioi (Fiori, 1957)
- Byrrhus eniseyensis Tshernyshev & Dudko, 2000
- Byrrhus espanoli (Fiori, 1960)
- Byrrhus eximius LeConte, 1850
- Byrrhus fasciatus (Forster, 1771)
- Byrrhus focarilei Fabbri & Puetz, 1997
- Byrrhus fortii Fabbri, 2000
- Byrrhus franzi Putz, 1998
- Byrrhus gansuensis Fabbri, 2000
- Byrrhus geminatus LeConte, 1854
- Byrrhus gigas Fabricius, 1787
- Byrrhus glabratus Heer, 1841
- Byrrhus gracilicornis (Pic, 1922)
- Byrrhus hubeianus Fabbri, 2000
- Byrrhus janschneideri Fabbri, 2000
- Byrrhus kaszabi (Fiori & Fiori, 1986)
- Byrrhus kazakhstanus Fabbri, 2000
- Byrrhus kirbyi LeConte, 1854
- Byrrhus kozlovi Tshernyshev, 2000
- Byrrhus kusnetzovi Putz, 1998
- Byrrhus letiziae Fabbri, 2000
- Byrrhus lisae Jaeger, 2002
- Byrrhus lisellae (Fiori, 1953)
- Byrrhus litangensis Fabbri, 2000
- Byrrhus luhuoensis Fabbri, 2000
- Byrrhus luiginegrettoi Fabbri, 2000
- Byrrhus luniger Germar, 1817
- Byrrhus macrosetosus Paulus, 1971
- Byrrhus markamensis Fabbri, 2000
- Byrrhus mellonii Fabbri, 2000
- Byrrhus mordkovitshi Tshernyshev & Dudko, 1997
- Byrrhus muliensis Fabbri, 2000
- Byrrhus nicolasi (Fiori, Mellini & Crovetti, 1967)
- Byrrhus nigrosparsus Chevrolat, 1866
- Byrrhus nodulosus Champion, 1923
- Byrrhus numidicus Normand, 1935
- Byrrhus occidentalis (Fiori, 1953)
- Byrrhus pakistanus Fabbri, 2000
- Byrrhus pederzanii Fabbri, 2000
- Byrrhus pettiti G. Horn, 1871
- Byrrhus picipes Duftschmid, 1825
- Byrrhus pieraccinii Fabbri, 2000
- Byrrhus pilosellus Villa & Villa, 1833
- Byrrhus pilula (Linnaeus, 1758) (Pilkever)
- Byrrhus ponticus Paulus, 1974
- Byrrhus punjabanus Fabbri, 2000
- Byrrhus pustulatus (Forster, 1771)
- Byrrhus pyrenaeus Dufour, 1834
- Byrrhus qinghaicus Fabbri, 2000
- Byrrhus reitteri Fiori, 1957
- Byrrhus rugipennis Fabbri, 2005
- Byrrhus seravshanensis Putz, 1998
- Byrrhus sichuanus Fabbri, 2000
- Byrrhus signatus Sturm, 1823
- Byrrhus singularis Pic, 1923
- Byrrhus sochondensis Tshernyshev in Tshernyshev & Putz, 1999
- Byrrhus staveni Fabbri, 2000
- Byrrhus stoicus (Müller, 1776)
- Byrrhus tagliaferrii Fabbri, 2000
- Byrrhus talgarensis Putz, 1998
- Byrrhus tibetanus Paulus, 1971
- Byrrhus turnai Fabbri, 2000
- Byrrhus tuscanus Dohrn, 1872
- Byrrhus vallei Fabbri, 2000
- Byrrhus wittmeri Putz, 1998
- Byrrhus zoiai Fabbri, 2000